# The Sun Sessions
A The Sun Sessions egy  válogatásalbum Elvis Presley   1954 és 1955 közötti felvételeiből.

## Számok
1. „That's All Right” (Arthur Crudup) – 1:57 (1954)
2. „Blue Moon of Kentucky” (Bill Monroe) – 2:04 (1954)
3. „I Don't Care If the Sun Don't Shine” (Mack David) – 2:28 (1954)
4. „Good Rockin' Tonight” (Roy Brown) – 2:14 (1954)
5. „Milkcow Blues Boogie” (Kokomo Arnold) – 2:39 (1955)
6. „You're a Heartbreaker” (Jack Sallee) – 2:12 (1955)
7. „I'm Left, You're Right, She's Gone” (Stan Kesler, William Taylor) – 2:37 (1955)
8. „Baby Let's Play House” (Arthur Gunter) – 2:17 (1955)
9. „Mystery Train” (Herman Parker Jr., Sam Phillips) – 2:26 (1955)
10. „I Forgot to Remember to Forget” (Kesler, Charlie Feathers) – 2:30 (1955)
11. „I'll Never Let You Go (Lil' Darlin')” (Jimmy Wakely) – 2:26 (RCA 1956)
12. „Trying to Get to You” (Rose Marie McCoy, Charles Singleton) – 2:33 (RCA 1956)
13. „I Love You Because” (Leon Payne) – 2:33 (RCA 1956)
14. „Blue Moon” (Richard Rodgers, Lorenz Hart) – 2:41 (RCA 1956)
15. „Just Because” (Sydney Robin, Bob Shelton, Joe Shelton) – 2:34 (RCA 1956)
16. „I Love You Because” (Second version) (Payne) – 3:25 (RCA 1956)

## Zenészek
- Elvis Presley – vokál, gitár
- Scotty Moore – gitár
- Bill Black –  basszusgitár
- Jimmie Lott – dob
- Johnny Bernero – dob